# Knyaz Igor

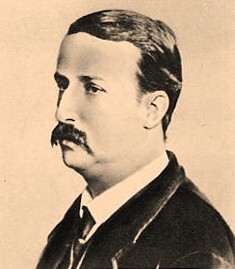
Alexandr Borodin (1833-1887)

O Príncipe Igor ou Knyaz' Igor é uma ópera de Alexandr Borodin, escrita em quatro actos com um prólogo. O compositor adaptou o libretto a partir do conto épico Eslavo Slovo o plŭku Igorevě ("o conto da campanha de Igor"), que conta a campanha do príncipe russo Igor, o Bravo contra os invasores polovetsianos, em 1185. A ópera foi deixada inacabada após a morte prematura do compositor em 1887 e foi concluída por Nikolai Rimsky-Korsakov e Alexander Glazunov. A estreia (póstuma) teve lugar em São Petersburgo, no teatro Mariinski, em 4 de novembro de 1890.
A partitura inclui as famosas danças corais, conhecidas como Danças Polovetsianas, frequentemente interpretadas isoladamente em concertos.
| Papel                          | Voz            | Estreia em São Petersburgo, 4 de novembro de 1890, (Maestro:Karl Kuchera) | Moscovo 1892 (Maestro: -) | Bolshoi Teatro, Moscovo, 1898 (Maestro: - ) |
| ------------------------------ | -------------- | ------------------------------------------------------------------------- | ------------------------- | ------------------------------------------- |
| Igor, Svyatoslavich, Príncipe  | barítono       | Ivan Melnikov                                                             | Ivan Goncharov            | Pavel Khokhlov                              |
| Yaroslavna                     | soprano        | Olga Olgina                                                               | Yelena Tsvetkova          | Mariya Deysha-Sionitskaya                   |
| Vladimir Igorevich             | tenor          | Mikhail Vasilyev                                                          | Mikhaylov                 | Leonid Sobinov                              |
| Vladimir Yaroslavich, Príncipe | baixo-barítono |                                                                           |                           | Stepan Vlasov                               |
| Konchak, Polovtsian            | baixo          | Mikhail Koryakin                                                          | Alexandr Antonovski       | Stepan Trezvinski                           |
| Gzak, Polovtsian               | baixo          |                                                                           |                           |                                             |
| Konchakovna                    | contralto      | Mariya Slavina                                                            |                           | Azerskaya                                   |
| Ovlur                          | tenor          |                                                                           |                           | Uspensky                                    |
| Skula                          | baixo          | Fyodor Stravinsky                                                         |                           | Vasiliy Tyutyunnik                          |
| Yeroshka                       | tenor          | Grigoriy Ugrinovich                                                       |                           | Konstantin Mikhaylov-Stoyan                 |
| Yaroslavna's                   | soprano        |                                                                           |                           |                                             |
| A Polovtsian                   | soprano        | Dolina                                                                    |                           |                                             |
| Coro                           |                |                                                                           |                           |                                             |

## Gravações
Audio
- 1952, Alexandr Melik-Pashayev (maestro), Bolshoy Theatre Orchestra and Chorus, Andrey Ivanov (Igor), Yelena Smolenskaya (Yaroslavna), Sergey Lemeshev (Vladimir), Alexandr Pirogov (Galitsky), Mark Reyzen (Konchak), Vera Borisenko (Konchakovna)

- 1955, Oskar Danon (maestro), Belgrade National Opera Orchestra and Chorus; Dushan Popovich (Igor), Valeria Heybalova (Yaroslavna), Noni Zunec (Vladimir), Zarko Cvejic (Galitsky, Konchak), Melanie Bugarinovic (Konchakovna)

- 1966, Jerzy Semkov (maestro), National Opera Theatre of Sofia; Constantin Chekerliiski (Igor), Julia Wiener (Yaroslavna), Todor Todorov (Vladimir), Boris Christoff (Galitsky, Konchak), Reni Penkova (Konchakovna)

- 1969, Mark Ermler (maestro), Bolshoy Theatre Orchestra and Chorus; Ivan Petrov (Igor), Tatyana Tugarinova (Yaroslavna), Vladimir Atlantov (Vladimir), Artur Eisen (Galitsky), Alexandr Vedernikov (Konchak), Yelena Obraztsova (Konchakovna)

- 1993, Valery Gergiev (maestro), Kirov Opera Orchestra and Chorus; Mikhail Kit (Igor), Galina Gorchakova (Yaroslavna), Gegam Grigorian (Vladimir), Vladimir Ognovienko (Galitsky), Bulat Minjelkiev (Konchak), Olga Borodina (Konchakovna), Philips 442-537-2.